# Johann I. von Glymes
Johan I. von Glymes (auch Johan I. van Bergen) (* 1390; † 1427 in Wouw) war ein niederländischer Edelmann dem Haus Glymes entstammend. Er war Stammherr der Van Glymes in Bergen op Zoom.
Seine Eltern waren Jan van Glymes (1360–1428), Herr von Glymes, und Isabella de Grez. Im Jahre 1418 heiratete er Johanna van Boutersem, wodurch er Herr von Bergen op Zoom wurde. Aus seiner Ehe entstammten vier Kinder; Johann II. von Glymes, Jacoba, Filips und Elisabeth. Johan I. war ebenfalls Drost des Herzogtums Brabant.
| Vorgänger                   | Amt                               | Nachfolger            |
| --------------------------- | --------------------------------- | --------------------- |
| Heinrich IX. von Boutershem | Herr von Bergen op Zoom 1419–1427 | Johann II. von Glymes |

| Personendaten    | Personendaten                      |
| ---------------- | ---------------------------------- |
| NAME             | Johann I. von Glymes               |
| ALTERNATIVNAMEN  | Jan I. van Bergen                  |
| KURZBESCHREIBUNG | Herr von Bergen op Zoom und Glymes |
| GEBURTSDATUM     | 1390                               |
| STERBEDATUM      | 1427                               |
| STERBEORT        | Wouw                               |